# Los debutantes en el amor
 Los debutantes en el amor es una película en blanco y negro de Argentina dirigida por Leo Fleider según un argumento de Jorge Falcón que se estrenó el 28 de agosto de 1969 y que tuvo como protagonistas a Enzo Viena, Amelia Bence, José Cibrián y Miguel Ligero. Fue la última película de Floren Delbene. 

## Sinopsis
Cuatro historias en torno a la iniciación sexual en la adolescencia.

## Reparto
- Enzo Viena
- Amelia Bence
- José Cibrián
- Miguel Ligero
- Alberto Fernández de Rosa
- Marta Landi
- Oscar Orlegui
- Gloria Leyland
- Linda Peretz
- Cuny Vera
- Julio Di Palma
- Roberto Escalada
- Javier Portales
- Perla Santalla
- Alberto Olmedo
- Noemí Laserre
- Florén Delbene
- Norma Pons
- Mimí Pons
- Marisa Grieben
- Jorge Mistral
- Carlos Lucini
- Pochi Grey
- Cayetano Biondo
- Adriana Parets

## Comentarios
La Nación opinó:

”Una serie de sketchs en torno de un tema común: el enfrentamiento de un hombre con su primera experiencia amorosa…Leo Fleider ha volcado su veteranía en la realización del film y ha conseguido imprimirle ritmo y dinamismo lo que atenúa en parte las deficiencias del guion.”

revista Gente dijo:

”Consejo: ojalá no hubieran debutado nunca.”

Manrupe y Portela escriben:

”Un buen punto de partida y y un reparto interesante, y una realización por debajo de lo standard y similar a tantas otras películas.”